# David O'Keeffe
David O'Keeffe (1953) je britanski odvetnik. Je zaslužni profesor evropskega prava na University of London. Je višji svetovalec mednarodne odvetniške družbe Dentons.  Od leta 2008 je predsednik Evropskega sodišča za javno upravo s sedežem v Firencah.
Bil je pravni sekretar na Sodišče Evropske unije (1985–1990). Leta 1993 je po nekaj letih kot profesor evropskega prava in dekan pravne fakultete na University of Durham v Veliki Britaniji (1990-1993) postal katedra za evropsko pravo na University College London, ki je vzdržuje do leta 2004.   Isti predmet poučuje na College of Europe Brugge.
Ustanovil je European Foreign Affairs Review, bil je tudi član znanstvenega odbora revije Common Market Law Review med leti 1985 in 2005.  Bil je svetovalec pri Evropski uniji v the House of Lords.  Je svetovalec Evropskega parlamenta.  Bil je tudi svetovalec evropskega varuha človekovih pravic.  Bil je član skupine na visoki ravni, ustanovljene v okviru Evropske komisije, ki ji je predsedovala Simone Veil.

## Objavljena dela
- Legal Issues of the Maastricht Treaty, London, 1994
- Legal Issues of the Amsterdam Treaty London, 1999
- Judicial Review in European Union Law London, 2001